# Ananthacorus angustifolius
Ananthacorus es un género monotípico de helechos de la familia Pteridaceae. Su única especie es Ananthacorus angustifolius originaria de América.

## Descripción
Son helechos con escamas del rizoma de 2-5 × 0.3-0.7 mm, estrechamente lanceoladas, de 4-10 células de ancho en la base, pardas; pecíolo aplanado, pálido a concoloro con la lámina, rugoso longitudinalmente; lámina 10-50 × 0.6-1.5 cm, linear a linear-elíptica; costa concolora u oscurecida adaxialmente, ligeramente prominente abaxialmente; aréolas en 3-5 hileras entre la costa y los márgenes, las nervaduras evidentes a inconspicuas; soros ligeramente hundidos, continuos a discontinuos; parafisos 1-celulares, claviformes, pardo-rojizos; esporas monoletes.

## Distribución y hábitat
Se encuentra en las selvas altas perennifolias y bosques húmedos a una altitud de  0-1200(-2100) m s. n. m. en México, Mesoamérica, Colombia, Venezuela, Guayanas, Ecuador, Perú, Bolivia, Brasil, Antillas y Trinidad y Tobago.

## Taxonomía
Ananthacorus angustifolius fue descrita por (Sw.) Underw. & Maxon y publicado en Contributions from the United States National Herbarium 10: 487. 1908.
Sinonimia
- Pteris angustifolia Sw. basónimo
- Pteropsis angustifolia (Sw.) Desv.
- Taenitis angustifolia (Sw.) Spreng.
- Taenitis angustifolia (Sw.) R. Br.
- Vittaria angustifolia (Sw.) Baker[2]